# Cechenena pseudonessus
Cechenena pseudonessus är en fjärilsart som beskrevs av Rothschild 1894. Cechenena pseudonessus ingår i släktet Cechenena och familjen svärmare. Inga underarter finns listade i Catalogue of Life.